# Gmina Flen
Gmina Flen (szw. Flens kommun) – gmina w Szwecji, położona w regionie administracyjnym (län) Södermanland. Siedzibą władz gminy (centralort) jest Flen.

## Geografia

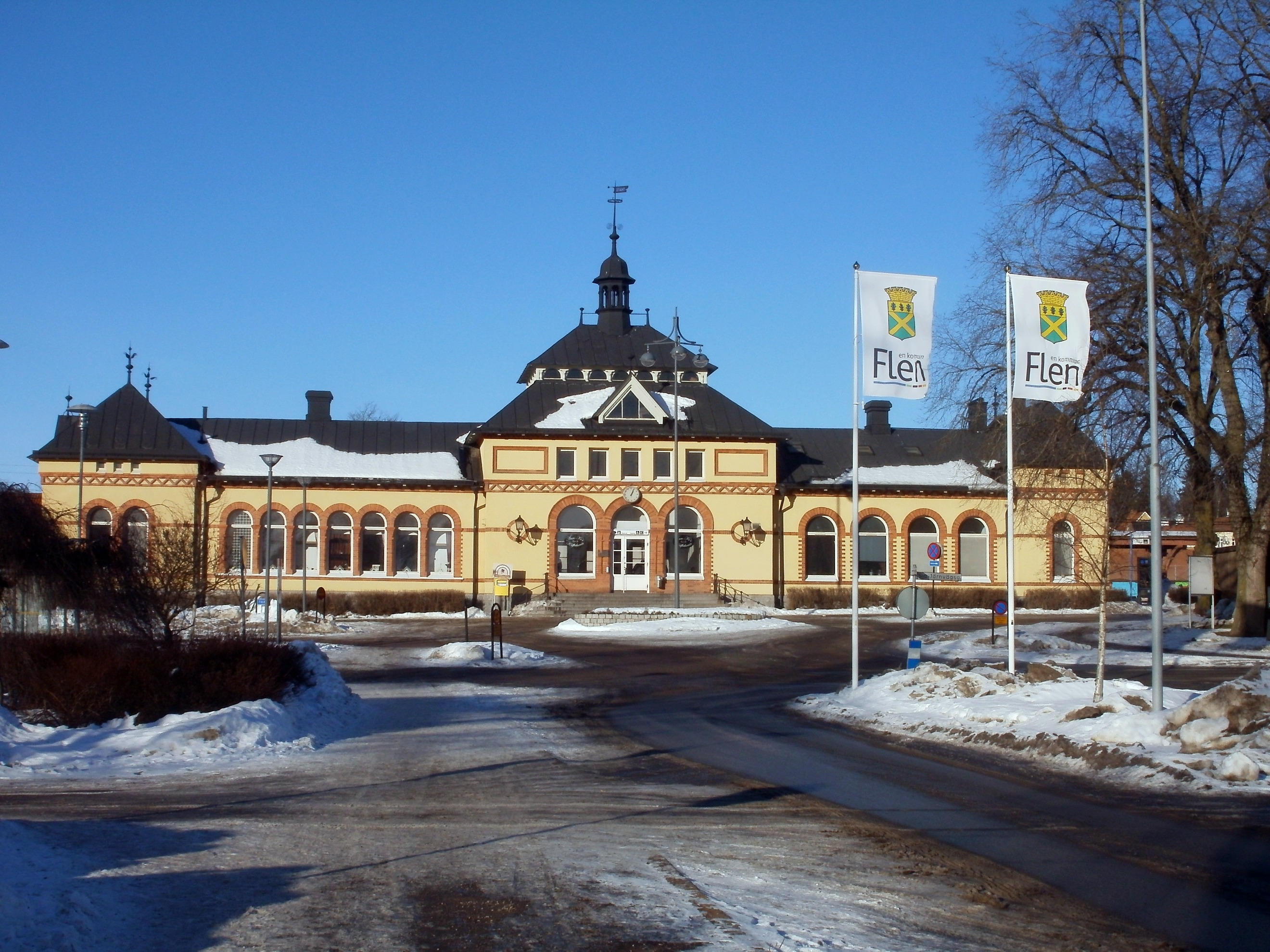
Flen

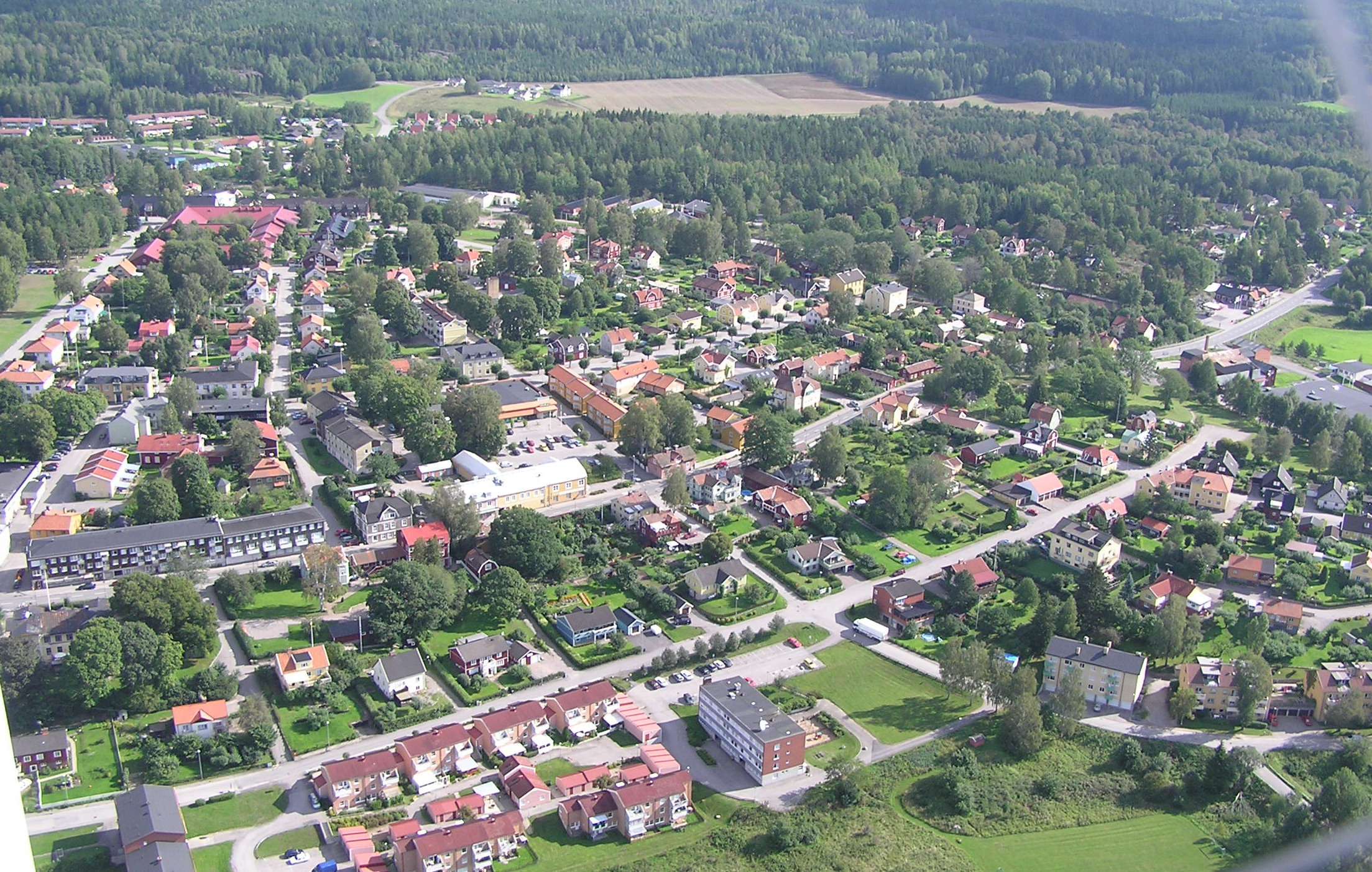
Malmköping

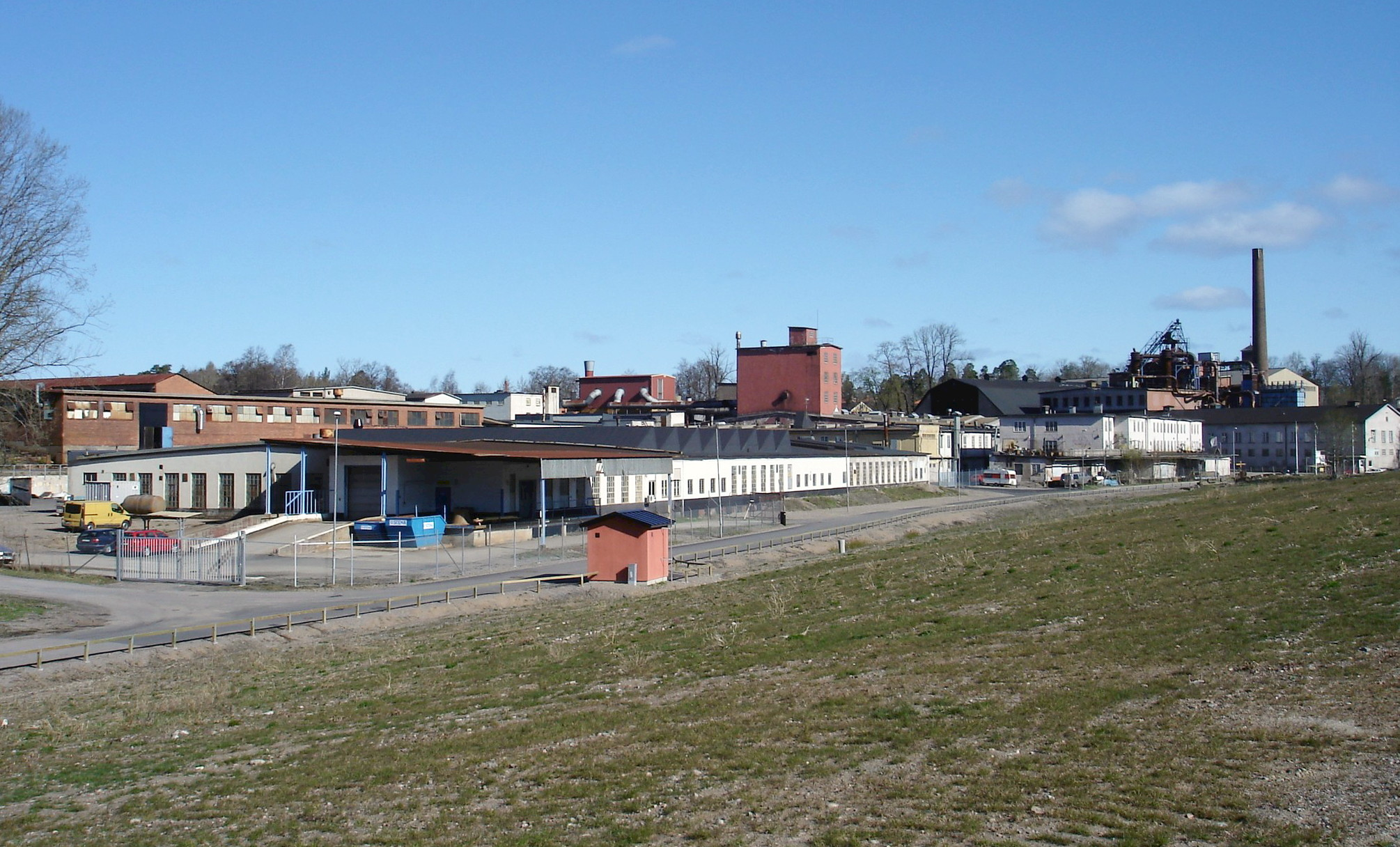
Hälleforsnäs

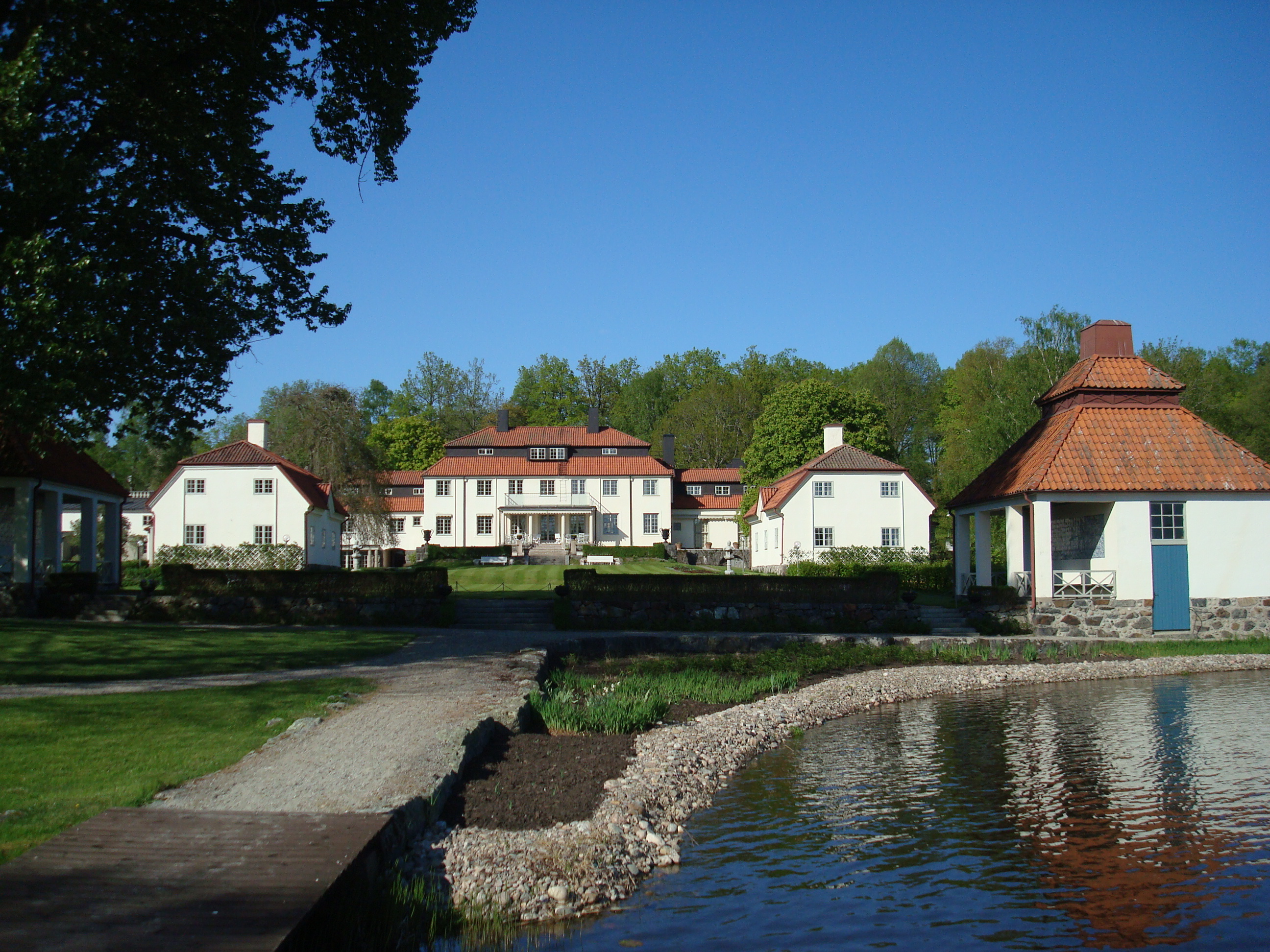
Harpsund

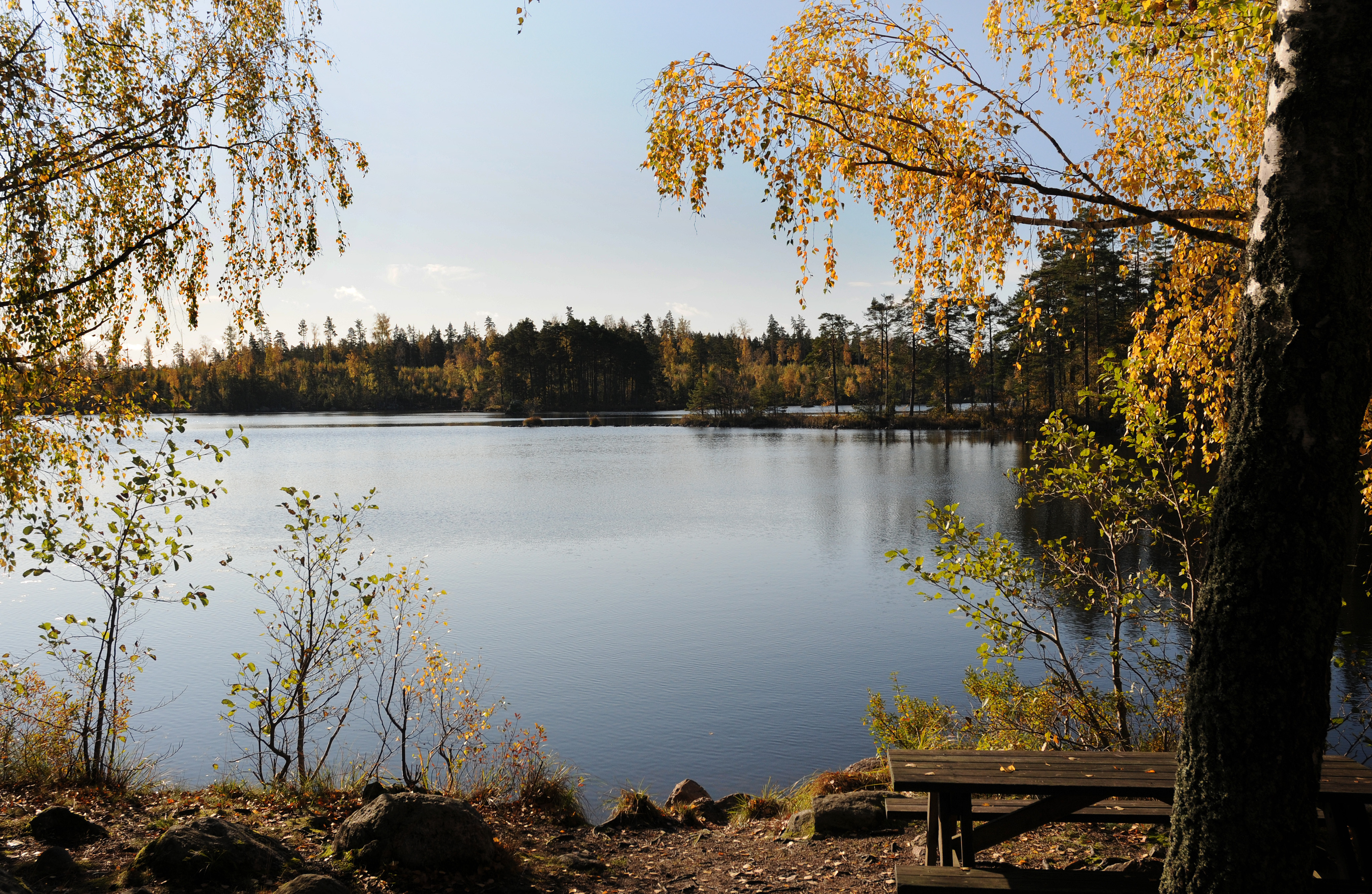
Jezioro Ältaren

Gmina Flen położona jest w środkowej części prowincji historycznej (landskap) Södermanland i graniczy z gminami (w kolejności od kierunku północnego):
- Eskilstuna
- Strängnäs
- Gnesta
- Nyköping
- Katrineholm

### Powierzchnia
Gmina Flen jest 135. pod względem powierzchni z 290 gmin Szwecji. Według danych pochodzących z 2013 r. całkowita powierzchnia wynosi łącznie 826,04 km², z czego:
- 718,83 km² stanowi ląd
- 107,21 km² wody śródlądowe[1].

## Demografia
31 grudnia 2013 r. gmina Flen liczyła 16 156 mieszkańców (138. pod względem zaludnienia z 290 gmin Szwecji), gęstość zaludnienia wynosiła 22,48 mieszkańców na km² lądu (163. pod względem gęstości zaludnienia z 290 gmin Szwecji).
Struktura demograficzna (31 grudnia 2013):
| Opis                              | Ogółem     | Ogółem     | Kobiety    | Kobiety    | Mężczyźni  | Mężczyźni  |
| --------------------------------- | ---------- | ---------- | ---------- | ---------- | ---------- | ---------- |
| jednostka                         | osób       | %          | osób       | %          | osób       | %          |
| populacja                         | 16 156     | 100        | 7923       | 49,04      | 8233       | 50,96      |
| powierzchnia                      | 826,04 km² | 826,04 km² | 826,04 km² | 826,04 km² | 826,04 km² | 826,04 km² |
| gęstość zaludnienia (mieszk./km²) | 22,48      | 22,48      |            |            |            |            |

## Miejscowości
Miejscowości (tätort, -er) gminy Flen (2010):
| # | Miejscowość  | Liczba ludności |
| - | ------------ | --------------- |
| 1 | Flen         | 6229            |
| 2 | Malmköping   | 1977            |
| 3 | Hälleforsnäs | 1585            |
| 4 | Sparreholm   | 741             |
| 5 | Mellösa      | 535             |
| 6 | Bettna       | 412             |

## Wybory
Wyniki wyborów do rady gminy Flen (kommunfullmäktige) 2010 r.:
|  | Partia                        | Liczba głosów | Zmiana liczby głosów | Procent głosów | Zmiana % | Uzyskane mandaty | Zmiana liczby mandatów |
|  | ----------------------------- | ------------- | -------------------- | -------------- | -------- | ---------------- | ---------------------- |
|  | Moderaterna                   | 1757          | +54                  | 17,31          | +0,11    | 8                | ±0                     |
|  | Centerpartiet                 | 887           | +73                  | 8,74           | +0,52    | 4                | ±0                     |
|  | Folkpartiet                   | 407           | +28                  | 4,01           | +0,18    | 2                | ±0                     |
|  | Chrześcijańscy Demokraci      | 383           | –51                  | 3,77           | –0,61    | 2                | ±0                     |
|  | Socialdemokraterna            | 3922          | –280                 | 38,63          | –3,79    | 17               | –2                     |
|  | Vänsterpartiet                | 619           | –39                  | 6,10           | –0,55    | 3                | ±0                     |
|  | Miljöpartiet                  | 511           | +216                 | 5,03           | +2,06    | 2                | +1                     |
|  | Alternativ 2000               | 890           | –308                 | 8,77           | –3,33    | 4                | –1                     |
|  | Sverigedemokraterna           | 769           | +583                 | 7,57           | +5,70    | 3                | +2                     |
|  | Pozostałe partie              | 7             | –29                  | 0,07           | –0,29    | 0                | —                      |
|  | Razem (frekwencja 81,82%)     | 10 152        |                      | 100,0          |          | 45               | ±0                     |
|  | Źródło: Valmyndigheten (szw.) |               |                      |                |          |                  |                        |

## Współpraca zagraniczna
Miasta partnerskie gminy Flen (2013):
- Vareš, Bośnia i Hercegowina